# Rifugio Vetta d'Italia
Il rifugio Vetta d'Italia (Krimmler-Tauern-Hütte o Neugersdorfer Hütte in tedesco) è un rifugio alpino situato nel territorio comunale di Predoi, in provincia di Bolzano, nelle Alpi dei Tauri occidentali a 2 568 metri di altitudine.
Il rifugio è situato sul fianco sud-ovest della Vetta d'Italia, lungo il percorso dell'altavia omonima, a poca distanza dal passo dei Tauri.

## Storia

Il rifugio Vetta d'Italia un'immagine d'epoca

Il rifugio fu edificato nel 1907 e dopo la prima guerra mondiale fu assegnato dallo Stato Italiano alla Guardia di Finanza che lo utilizzò a lungo come presidio di confine e che lo ha restaurato nel 1984. Dagli anni 2000 esiste una disputa tra la Guardia di Finanza e la provincia autonoma di Bolzano per capire di chi sia realmente la proprietà dell'immobile.